# Gastoniella
Gastoniella é um género de samambaias pertencentes à família Pteridaceae.
A sua distribuição nativa é Ascensão, América do Sul e América do Norte.
Espécies:
- Gastoniella ascensionis (Hook.) Li Bing Zhang & Liang Zhang
- Gastoniella chaerophylla (Desv.) Li Bing Zhang & Liang Zhang
- Gastoniella novogaliciana (Mickel) Li Bing Zhang & Liang Zhang